# Tratado de Lisboa (1859)
O Tratado de Demarcação e Troca de Algumas Possessões Portuguesas e Neerlandesas no Arquipélago de Solor e Timor foi um tratado assinado entre Portugal (Dom Pedro V) e os Países Baixos (Guilherme III), em 20 de abril de 1859, que fixou a demarcação das colônias dos dois reinos no Arquipélago Indonésio.[carece de fontes?]
Representaram como plenipotenciários pelo lado português António Maria de Fontes Pereira de Melo, então ministro dos Negócios do Reino e pelo lado neerlandês Maurits Jan Heldewier, encarregado de negócios dos Países Baixos.
Pelo tratado, Portugal cedeu Larantuca, Sicca e Paga, na ilha de Flores, Wouré, na ilha de Adonara, e Pamung Kaju, na ilha de Solor. Em contrapartida, os Países Baixos cederam o reino de Maubara e renunciaram a Ambeno, na ilha de Timor, assim como renunciaram a Ataúro. O tratado foi ratificado em 18 de agosto de 1860.[carece de fontes?]

## Artigos do Tratado
O tratado, redigido em francês e traduzido para o português, trazia os seguintes artigos:
1. fixa os limites entre as possessões portuguesas e neerlandesas na Ilha de Timor;
2. reconhecimento da soberania de cada Reino sobre as suas possessões;
3. fixa os limites de Oecusse (ou Oikoussi);
4. reconhecimento de Portugal da soberania dos Países Baixos na parte ocidental de Timor;
5. cedência a Portugal de Maubara e Ambeno, que já "arvorava a bandeira portuguesa";
6. os Países Baixos desistem de qualquer pretensão sobre a ilha de Kambing;
7. Portugal cede a ilha de Flores, Larantuca, Sicca e Paga; na ilha Adonara,o estado de Wouré e na Ilha do Solor o estado de Pamang Kaju;
8. os Países Baixos entram na posse plena dos territórios acima;
9. como compensação, os Países Baixos dão quitação de 80 mil florins emprestados em 1851[3] e deveria pagar mais 120 mil florins, entregues um mês depois das ratificações do tratado;
10. fica garantida a liberdade de cultos nos territórios trocados;
11. o tratado deveria ser submetido aos parlamentos dos respectivos reinos para trocas de ratificações, a ser feita em Lisboa.